# 1635 en arts plastiques
| Années des arts plastiques : 1632 - 1633 - 1634 - 1635 - 1636 - 1637 - 1638    |
| Décennies des arts plastiques : 1600 - 1610 - 1620 - 1630 - 1640 - 1650 - 1660 |

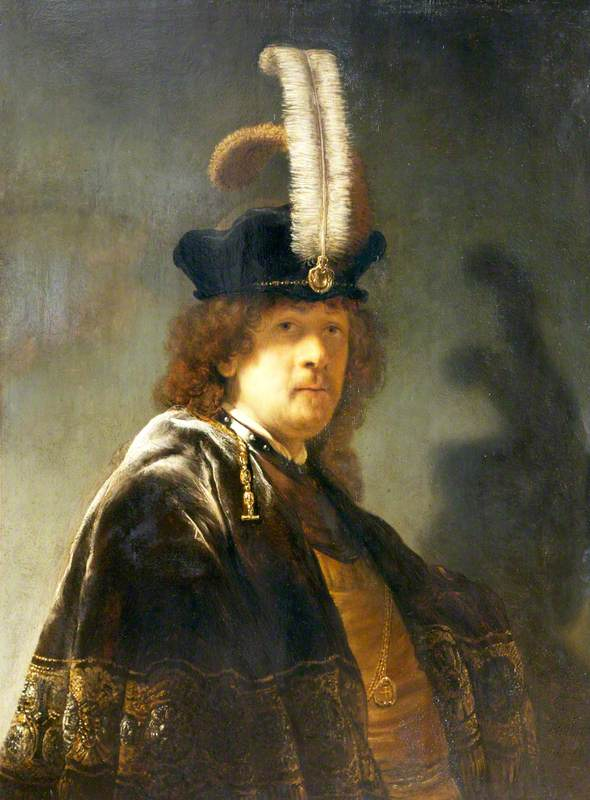
Autoportrait portant un bonnet à plumes blanches de Rembrandt.

Cette page concerne l'année 1635 en arts plastiques.

## Œuvres
- La Reddition de Bréda : tableau de Diego Vélasquez
- Saint Hugues au réfectoire des Chartreux : tableau de Francisco de Zurbarán
- La Diseuse de bonne aventure : tableau de Georges de La Tour
- 1634-1635 : L'Enlèvement des Sabines (version du Metropolitan Museum) par Nicolas Poussin.
- 1635-1636 : Saint Jean l'Évangéliste, huile sur toile de Francesco Furini.
- Autoportrait portant un bonnet à plumes blanches : tableau de Rembrandt
- Première édition d’Icones Principum Virorum, ouvrage iconographique d'Antoine van Dyck

## Naissances
- 16 avril : Frans van Mieris l'Ancien, peintre néerlandais († 12 mars 1681),
- 18 avril : Guillaume Chasteau, graveur français († 15 septembre 1683),
- 7 octobre : Roger de Piles, peintre, graveur, critique d’art et diplomate français  († 5 avril 1709),
- 15 octobre : Sebastiano Bombelli, peintre rococo italien († 7 mai 1719),
- 11 novembre : Justus Danckerts, graveur et publiciste néerlandais († 16 juillet 1701),
- ? :
  - José Claudio Antolinez, peintre espagnol († 30 mai 1675),
  - Abraham van Dijck, peintre néerlandais († 27 août 1680),
  - Pieter Donker, peintre néerlandais († 1668).
  - Antoine Leblond de Latour, peintre français († 9 décembre 1706),
- vers 1635 : Jan van Glabbeeck, peintre néerlandais, élève de Rembrandt († 1686).

## Décès
- 31 janvier : Willem Cornelisz. Duyster, peintre néerlandais (° 30 août 1599),
- 5 février : Joos de Momper, peintre de paysages flamand (° 1564),
- 17 mars : Giovanni-Battista Crescenzi, architecte et peintre italien (° 15 janvier 1577),
- 28 mars : Jacques Callot, graveur lorrain (° 1592),
- 17 mai : Domenico Tintoretto, peintre italien (° 1560),
- 13 juillet : Giulio Parigi, peintre, graveur et architecte italien de l'école florentine (° 6 avril 1571),
- 30 septembre : Kanō Sanraku, peintre japonais de l'École Kanō (° 1559),
- ? :	
  - Reza Abbassi, peintre et calligraphe perse (° 1565),
  - Battistello Caracciolo, peintre italien (° 1578),
  - Li Rihua, peintre chinois (° 1565),
  - Guilliam van Nieuwelandt, peintre, graveur, poète et dramaturge flamand  (° 1584).

- Vers 1635 :
- Antonio Ricci, peintre baroque italien (° vers 1565),

- 1635 ou 1641 :
- Léonard Gaultier, dessinateur, graveur et illustrateur français (° 1561).